# Louis Crayton
Louis Crayton (Monrovia, Liberia, 26 de octubre de 1977) es un futbolista liberiano. Juega de arquero y su actual equipo es el NSC Minnesota Stars de la Segunda División de los Estados Unidos.

## Selección nacional
Ha sido internacional con la selección nacional de fútbol de Liberia. Hasta mayo de 2010 lleva jugados 36 partidos internacionales.
- Datos: Q116051